# Medalha Thomas Ranken Lyle
A Medalha Thomas Ranken Lyle (em inglês:  Thomas Ranken Lyle Medal) é concedida no máximo a cada dois anos pela Academia de Ciências da Austrália a uma personalidade da matemática ou física por conquistas de destaque em sua pesquisa. É denominada em homenagem a Thomas Ranken Lyle, um físico matemático irlandês que foi professor da Universidade de Melbourne. O prêmio consiste em uma medalha de bronze com um esboço da cabeça de Thomas Lyle, esculpido por Rayner Hoff.
A medalha foi criada em 1932 pela Academia de Ciências da Austrália, e concedida pela primeira vez em 1935.

## Laureados[5]
| Ano  | Laureados                  | Contribuição |
| ---- | -------------------------- | --- |
| 1935 | John Raymond Wilton        | |
| 1941 | G.H. Briggs                | |
| 1941 | Thomas Gerald Room         | |
| 1947 | John Conrad Jaeger         | |
| 1947 | David Forbes Martyn        | marés atmosféricas |
| 1949 | Keith Edward Bullen        | |
| 1951 | Thomas MacFarland Cherry   | |
| 1953 | Joseph Pawsey              | |
| 1957 | Bernard Y. Mills           | |
| 1959 | Eric Barnes                | |
| 1961 | H.O. Lancaster             | |
| 1963 | Graeme Reade Anthony Ellis | |
| 1963 | Patrick A. P. Moran        | |
| 1966 | Stuart Thomas Butler       | teoria da reação nuclear, física do plasma e marés atmosféricas                                                                                             |
| 1968 | George Szekeres            | "uma ampla variedade de disciplinas matemáticas" incluindo iteração fracional de funções, integração numérica, teoria dos grafos e cinemática relativística |
| 1970 | Robert Hanbury Brown       | |
| 1972 | Hans Buchdahl              | |
| 1975 | John Paul Wild             | radioastronomia do sol |
| 1977 | Kurt Mahler                | teoria dos números |
| 1979 | Edward J. Hannan           | estatística de processos estacionários |
| 1981 | J.R. Philip                | |
| 1981 | D.W. Robinson              | |
| 1983 | Rodney J. Baxter           | |
| 1985 | Allan Snyder               | |
| 1987 | Donald Melrose             | |
| 1989 | Robert Delbourgo           | |
| 1989 | Peter Gavin Hall           | |
| 1991 | Bruce H.J. McKellar        | |
| 1993 | Neville Horner Fletcher    | |
| 1993 | Erich Weigold              | |
| 1995 | Chris Heyde                | teoria limite de martingale |
| 1997 | Anthony William Thomas     | estrutura de quarks e núcleons |
| 1999 | Ernie Tuck                 | |
| 2001 | Ian Sloan                  | |
| 2003 | George Dracoulis           | estrutura nuclear |
| 2005 | Anthony J. Guttmann        | |
| 2007 | Yuri Kivshar               | óptica não linear |
| 2009 | Victor V. Flambaum         | teoria do campo unificado, violações de paridade, constantes fundamentais                                                                                   |
| 2011 | James Stanislaus Williams  | [ 24 ] |
| 2013 | Cheryl Praeger             | [ 25 ] |
| 2015 | M.Y. Simmons               | |